# Дитионат марганца
Дитионат марганца — неорганическое соединение,
соль марганца и дитионовой кислоты с формулой MnS2O6,
кристаллы,
растворяется в воде,
образует кристаллогидраты.

## Получение
- Пропускание диоксида серы через охлаждённую суспензию диоксида марганца:

{\displaystyle {\mathsf {MnO_{2}+2SO_{2}\ {\xrightarrow {}}\ MnS_{2}O_{6}}}}

## Физические свойства
Дитионат марганца образует кристаллы.
Растворяется в воде.
Образует кристаллогидраты состава MnS2O6•n H2O, где n = 4 и 6.

## Химические свойства
- При стоянии на воздухе или при нагревании разлагается:

{\displaystyle {\mathsf {MnS_{2}O_{6}\ {\xrightarrow {}}\ MnSO_{4}+SO_{2}}}}